# Kreis Lushnja
Der Kreis Lushnja (albanisch: Rrethi i Lushnjës) war einer der 36 Verwaltungskreise Albaniens, die im Sommer 2015 nach einer Verwaltungsreform aufgehoben worden sind. Das Gebiet mit einer Fläche von 712 Quadratkilometern gehört zum Qark Fier und hatte 117.913 Einwohner (Volkszählung 2011), wobei die lokale Verwaltung sogar 176.377 Menschen angaben. Mit einer Bevölkerungsdichte von 248 Einwohnern pro Quadratkilometern gehörte der Kreis zu den fünf dichtestbesiedelsten Kreisen Albaniens.
Benannt wurde der Kreis nach dem Hauptort Lushnja.

## Geographie
Der Kreis umfasste ein Gebiet im nördlicheren Teil der sehr flachen Myzeqe-Ebene. Gegen Westen wird die Myzeqe durch zwei Hügelketten, der Kodrat e Divjakës (Divjaka-Hügel) und der im Süden anschließenden Kodrat e Ardenicës (Ardenica-Hügel), begrenzt. Dahinter liegt die Küstenzone des Adriatischen Meers. Im Osten geht die Landschaft ins Hügelland der Dumreja über. Am Fuß der Dumreja ganz im Südosten des Kreises liegt der Wasserspeicher Thana, mit dem ein Großteil der Fläche des Kreises bewässert wird. Im Norden bildet der Fluss Shkumbin die Grenze.

### Lagune von Karavasta undPisha e Divjakës

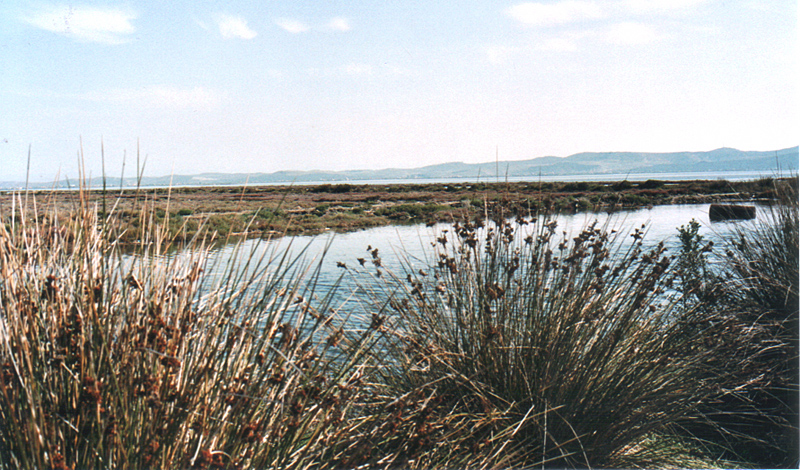
Lagune von Karavasta

Nur durch einige Dünen und ein Sumpfgebiet vom Meer getrennt liegt die Lagune von Karavasta (albanisch Laguna e Karavastasë) westlich von Lushnja. Diese Brackwasser-Lagune zwischen den Mündungen der beiden Flüsse Shkumbin und Seman und die nähere Umgebung gehören zu den wichtigsten Naturschutzgebieten Albaniens. Der Nationalpark Divjaka-Karavasta wird seit 1994 durch die internationale Ramsar-Konvention geschützt. Rund um die Lagune brüten zahlreiche selten Vogelarten, unter anderem Pelikane. An der Küste gibt es einen großen Pinienwald. Der Strand von Divjaka mit seinen kleinen Hotels ist ein beliebtes Ziel albanischer Erholungssuchender.

### Kloster Ardenica

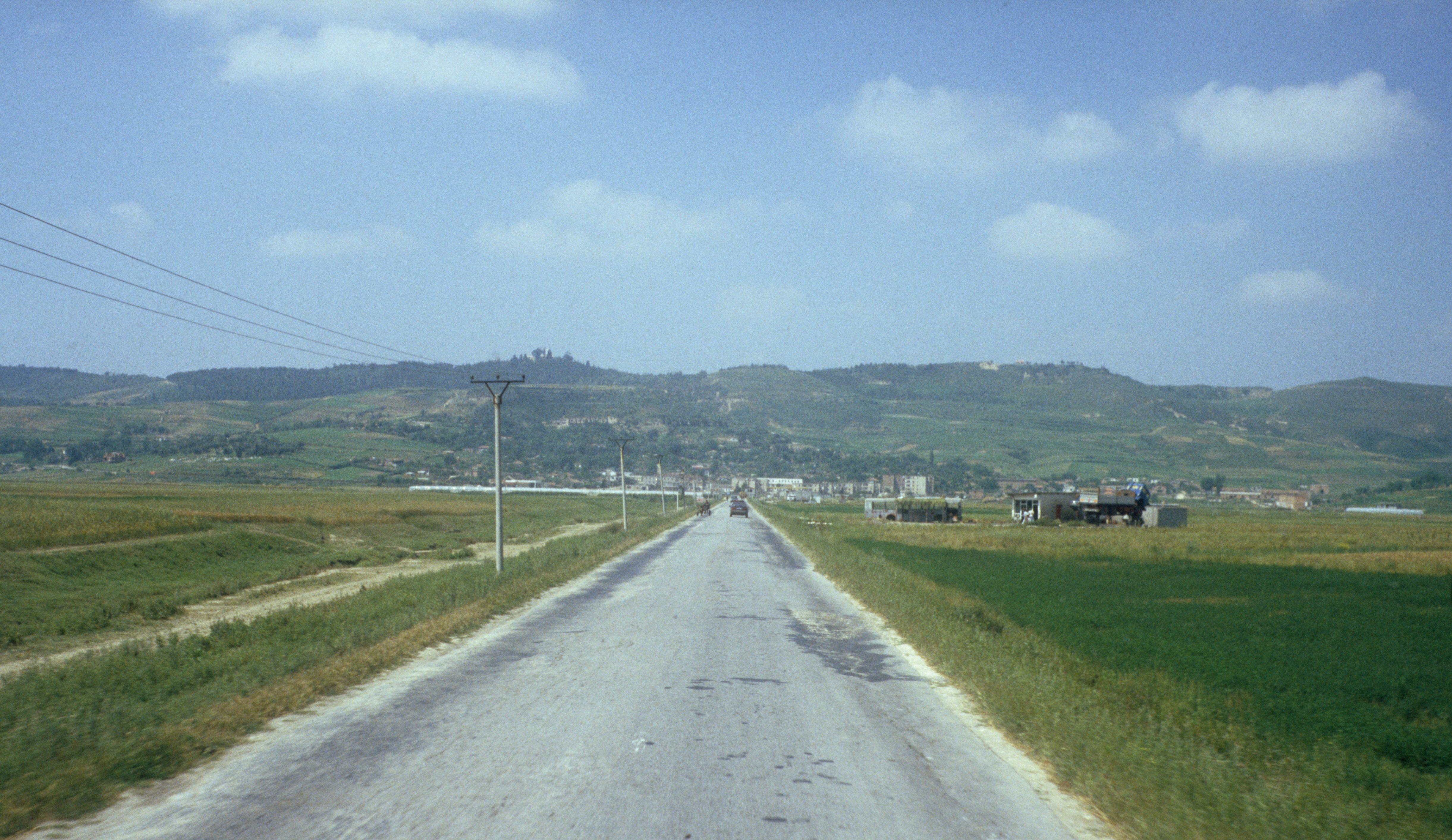
Hügelzug mit dem Kloster auf dem Kamm

Eine bedeutende Sehenswürdigkeit ist das orthodoxe Kloster Ardenica. Der historische Gebäudekomplex liegt auf einem kleinen Hügel unweit der Straße von Lushnja nach Fier (SH4). Die Anlage zählt zu den wichtigsten Klöstern Albaniens.

## Geschichte
Die Myzeqe-Ebene war noch während des Zweiten Weltkriegs versumpft. An der Trockenlegung der Sümpfe mussten auch viele politische Gefangene mitarbeiten. Während des kommunistischen Systems dienten zahlreiche Dörfer im Kreis Lushnja als Verbannungsort für Familien von politischen Gefangenen. Sie mussten dort harter Feldarbeit nachgehen und durften die Dörfer nicht verlassen.

## Wirtschaft
Neben dem im Aufbau begriffenen Tourismus lebt der Kreis hauptsächlich von der Landwirtschaft. Die fruchtbare Myzeqe-Ebene ist die „Kornkammer“ Albaniens. Die einzige andere größere Ortschaft im stark ländlichen Kreis ist Divjaka mit 8400 Einwohnern nördlich der Karavasta-Lagune und etwa zehn Kilometer vom Meer entfernt gelegen. Größer hingegen ist die Gemeinde Tërbuf mit 10.201 Einwohnern, die im Nordosten von Divjaka näher an den Verkehrswegen liegt.

## Gemeinden
Das Gebiet des Kreises gehört heute zu den Gemeinden (Bashkia) Divjaka und Lushnja.
| Name        | Einwohner (2011) | Gemeindeart | Gehört heute zu |
| ----------- | ---------------- | ----------- | --------------- |
| Lushnja     | 31.105           | Bashkia     | Lushnja         |
| Divjaka     | 8.445            | Bashkia     | Divjaka         |
| Allkaj      | 4.319            | Komuna      | Lushnja         |
| Ballagat    | 2.461            | Komuna      | Lushnja         |
| Bubullima   | 5.548            | Komuna      | Lushnja         |
| Dushk       | 7.872            | Komuna      | Lushnja         |
| Fier Shegan | 7.023            | Komuna      | Lushnja         |
| Golem       | 5.243            | Komuna      | Lushnja         |
| Grabian     | 3.638            | Komuna      | Divjaka         |
| Gradishta   | 7.521            | Komuna      | Divjaka         |
| Hysgjokaj   | 2.603            | Komuna      | Lushnja         |
| Karbunara   | 4.193            | Komuna      | Lushnja         |
| Kolonja     | 5.728            | Komuna      | Lushnja         |
| Krutja      | 7.564            | Komuna      | Lushnja         |
| Rremas      | 4.449            | Komuna      | Divjaka         |
| Tërbuf      | 10.201           | Komuna      | Divjaka         |